# Wiesen-Kuhschelle
Die Wiesen-Kuhschelle (Pulsatilla pratensis), auch Wiesen-Küchenschelle und Schwarz-Küchenschelle genannt, gehört zur Familie der Hahnenfußgewächse (Ranunculaceae). Diese Pflanzenart gilt in Mitteleuropa als gefährdet.

## Merkmale
Die Wiesen-Kuhschelle ist eine mehrjährige, krautige Pflanze. Die gesamte Pflanze ist dicht mit relativ langen, seidig weißen Haaren besetzt. Die quirlständigen, hochblattartigen Stängelblätter sind stark zerteilt.
Die Wiesen-Kuhschelle bildet große, nickende Blüten aus, die einen Durchmesser von bis zu 5 cm haben. Die schwarz-violetten Perigonblätter sind länger als die gelb bis gelblichweiß gefärbten Staubblätter. 
Sie blüht im zeitigen Frühjahr zwischen April und Mai.
Die Chromosomenzahl beträgt für beide mitteleuropäischen Unterarten 2n = 16.
Selten kommt aber auch die Zahl 2n = 32 vor.

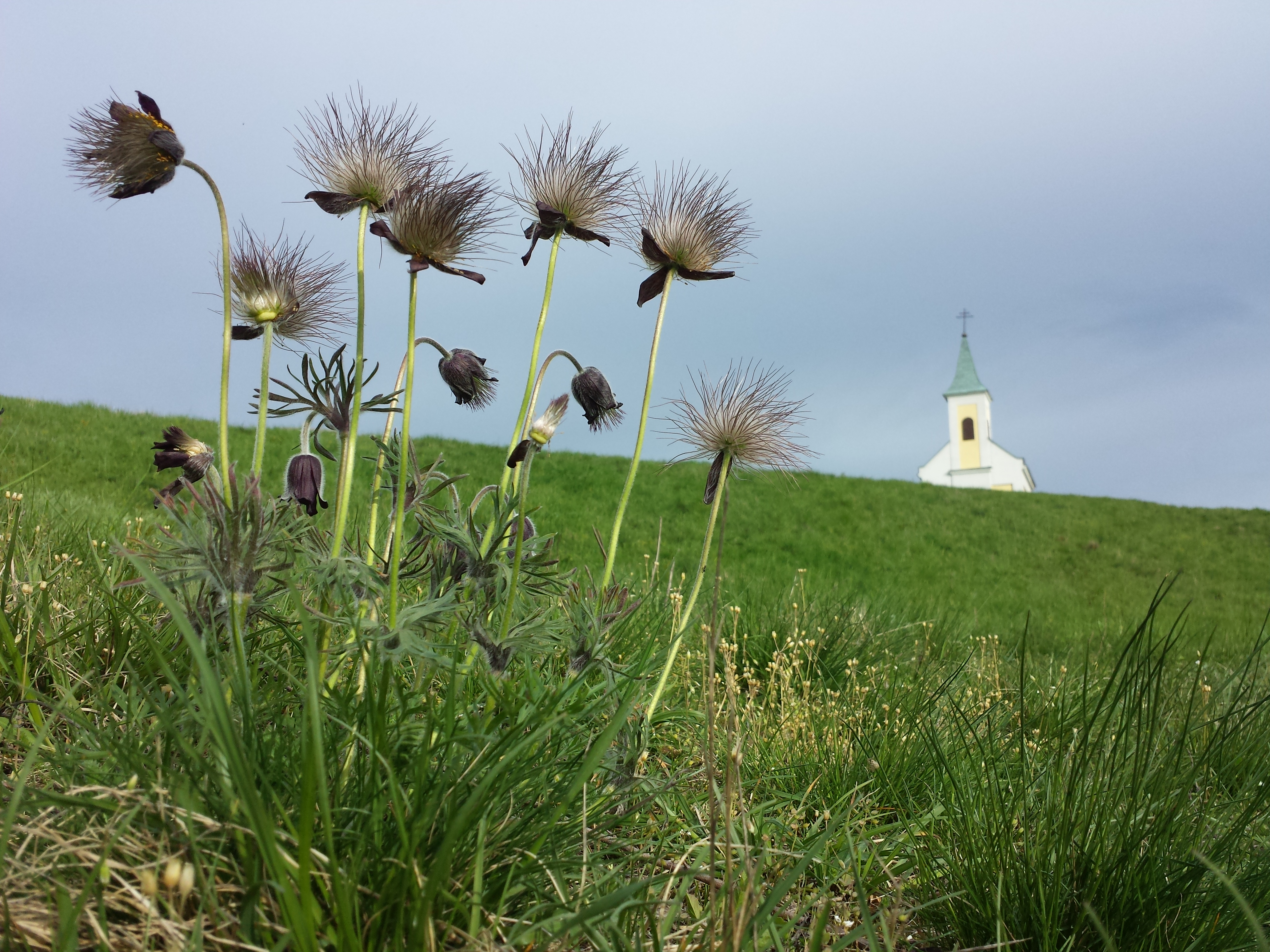
Wiesen-Kuhschelle (Pulsatilla pratensis)

## Verbreitung und Standort
Sie besiedelt Sand- oder Silikattrockenrasen und lichte Kiefern- oder Eichenwälder mit kalkreichem Untergrund. Diese Pflanzenart ist eine Kennart der Sandtrockenrasen (Festuco-Sedetalia) und wächst dort zusammen mit der Sand-Grasnelke (Armeria maritima subsp. elongata) und Schwingel-Arten (Festuca). 
Die Wiesen-Küchenschelle kommt in Deutschland nur etwa nordöstlich der Mittelgebirge vor. In den meisten Bundesländern Deutschlands steht sie auf den Roten Listen und ist nach der Bundesartenschutzverordnung (BArtSchV) besonders geschützt.
In Österreich tritt die Schwarz-Küchenschelle im pannonischen Gebiet zerstreut auf, sonst sehr selten. Die Vorkommen erstrecken sich auf die Bundesländer Wien, Niederösterreich, das Burgenland, die Steiermark und Unterkärnten. Die Art gilt als gefährdet, im Alpengebiet und im nördlichen und südöstlichen Alpenvorland sogar als stark gefährdet. In mindestens einem Bundesland steht sie unter vollständigem gesetzlichen Naturschutz.

## Unterarten
In Mitteleuropa können zwei Unterarten unterschieden werden:
- Pulsatilla pratensis subsp. pratensis: Blätter seidig glänzend behaart. Sie kommt auf kalkarmen Sandböden vor.
- Pulsatilla pratensis subsp. nigricans (Stoerck) Zamels: Blätter nicht glänzend behaart. Sie kommt auf kalkreichen Sandböden vor.

Andere Autoren halten diese beiden Sippen statt Unterarten eher für Varietäten der Art.

## Trivialnamen
Für die Wiesen-Kuhschelle sind oder waren, zum Teil nur regional, auch die Bezeichnungen Bitzblume (Sachsen), Bitzwurz, Glockrose (Mark Brandenburg), Osterglöckchen (für die var. montana in Tirol bei Brixen) und kleiner Ziegenbart gebräuchlich.

## Verwendung in der Frauenheilkunde
Bereits die Kelten und Germanen sollen Pulsatilla pratensis als vor allem von Frauen benutzte Heilpflanze gekannt haben. Auch in der Antike soll sie eine solche Verwendung gefunden haben. Im Mittelalter wurde ihre Anwendung von Leonhart Fuchs in seinem New Kreüterbuch aus dem Jahr 1543 beschrieben. Die moderne Phytotherapie lässt neue Anknüpfungen in diese Richtung erkennen.